# Рожновское сельское поселение

## География
Рожно́вское сельское поселение — муниципальное образование  расположено в юго-западной части Брянской области и лежит на обширной Приднепровской низменности. Климат поселения умеренно-континентальный с теплым летом и умеренно холодной зимой. Земли на территории поселения дерново-подзолистые, болотные, пойменные. При правильной агрообработке дают хорошие урожаи картофеля, зерновых и овощных культур.
На территории поселения преобладают хвойные и смешанные леса. Древесная растительность представлена разными породами деревьев: дубом, сосной, елью, липой, кленом, березой, осиной. Леса обладают ценными растительными ресурсами и разнообразным животным миром.
Основной рекой, протекающей по территории Рожновского сельского поселения, является р. Ипуть. Кроме неё на территории поселения несут свои воды р. Вепринка, р. Туросна, р. Тутварь, р. Улетовка. Также распространены небольшие реки и ручьи.
Административный центр — село Рожны. Крупнейший населённый пункт — село Ущерпье.
Образовано в результате проведения муниципальной реформы в 2005 году, путём слияния дореформенных Рожновского и Ущерпского сельсоветов.

## История
В 1978 году было выстроено два комплекса хмелеводческих объединений в Рожнах и в Веприне, восстановлено 4 хмелеводческих комбайна, строили и обучали хмелеводческую бригаду — чехословаки.

## Экономика
Транспортные услуги на территории сельского поселения предоставляются Клинцовским ПАТП. Автобусы совершают поездки по маршрутам согласно расписанию движения.
Услуги связи на территории сельского поселения предоставляет «Почта России»: ОПС с. Рожны , ОПС с. Ущерпье, ОПС д. Веприн.
На территории Рожновского сельского поселения 582 личных подсобных хозяйства, КФХ «Старт», сельскохозяйственных предприятий нет.
Основное направление деятельности личных подсобных хозяйств - производство молока, мяса, зерновых культур, выращивание молодняка КРС, заготовка
Общая площадь территории поселения составляет 24,2 тыс.га.
Большое внимание уделяется развитию животноводства наравне с земледелием. Особенности климата предопределяют значительный удельный вес озимых в растениеводстве. Земли сельскохозяйственного назначения являются экономической основой Рожновского сельского поселения и одним из основных источников дохода жителей поселения.

## Достопримечательности
На территории Рожновского сельского поселения находится святой источник пользующийся большим вниманием среди верующих и населения Клинцовского района, расположенный неподалёку от посёлка Красный Луч в народе именуемый «Красная Криница».

## Население
| 2010  | 2011  | 2012  | 2013  | 2014  | 2015  | 2016  | 2017  | 2018  |
| ----- | ----- | ----- | ----- | ----- | ----- | ----- | ----- | ----- |
| 2061  | ↘2054 | ↗2171 | ↘2101 | ↘2024 | ↘1731 | ↘1582 | ↘1483 | ↘1445 |
| 2019  | 2020  | 2021  |       |       |       |       |       |       |
| ↘1444 | ↗1449 | ↗1617 |       |       |       |       |       |       |

## Населённые пункты
| №  | Населённый пункт | Тип     | Население |
| -- | ---------------- | ------- | --------- |
| 1  | Борозёнщина      | посёлок | ↘0        |
| 2  | Веприн           | деревня | ↗179      |
| 3  | Голота           | посёлок | →0        |
| 4  | Кипень-Ущерпский | посёлок | ↘32       |
| 5  | Колпины          | посёлок | ↘0        |
| 6  | Корьма           | посёлок | →0        |
| 7  | Красная Криница  | посёлок | ↘8        |
| 8  | Красный Луч      | посёлок | →2        |
| 9  | Кузнец           | деревня | ↘12       |
| 10 | Лесновка         | деревня | ↗40       |
| 11 | Новоречица       | посёлок | ↘7        |
| 12 | Новый Мир        | посёлок | ↘1        |
| 13 | Писарёвка        | деревня | ↘31       |
| 14 | Рожны            | село    | ↗786      |
| 15 | Свисток          | посёлок | →0        |
| 16 | Ущерпье          | село    | ↘1003     |
| 17 | Ягодка           | посёлок | →0        |